# صدای چوبی
صدای چوبی یک گروه موسیقی کانادایی با حضور تیلور کرک است. این نام به مجموعه‌ای از ضبط‌های اولیه اشاره دارد که در یک کابین چوبی در حومه‌های جنگل باب کیجون، در انتاریو ساخته شده‌اند.

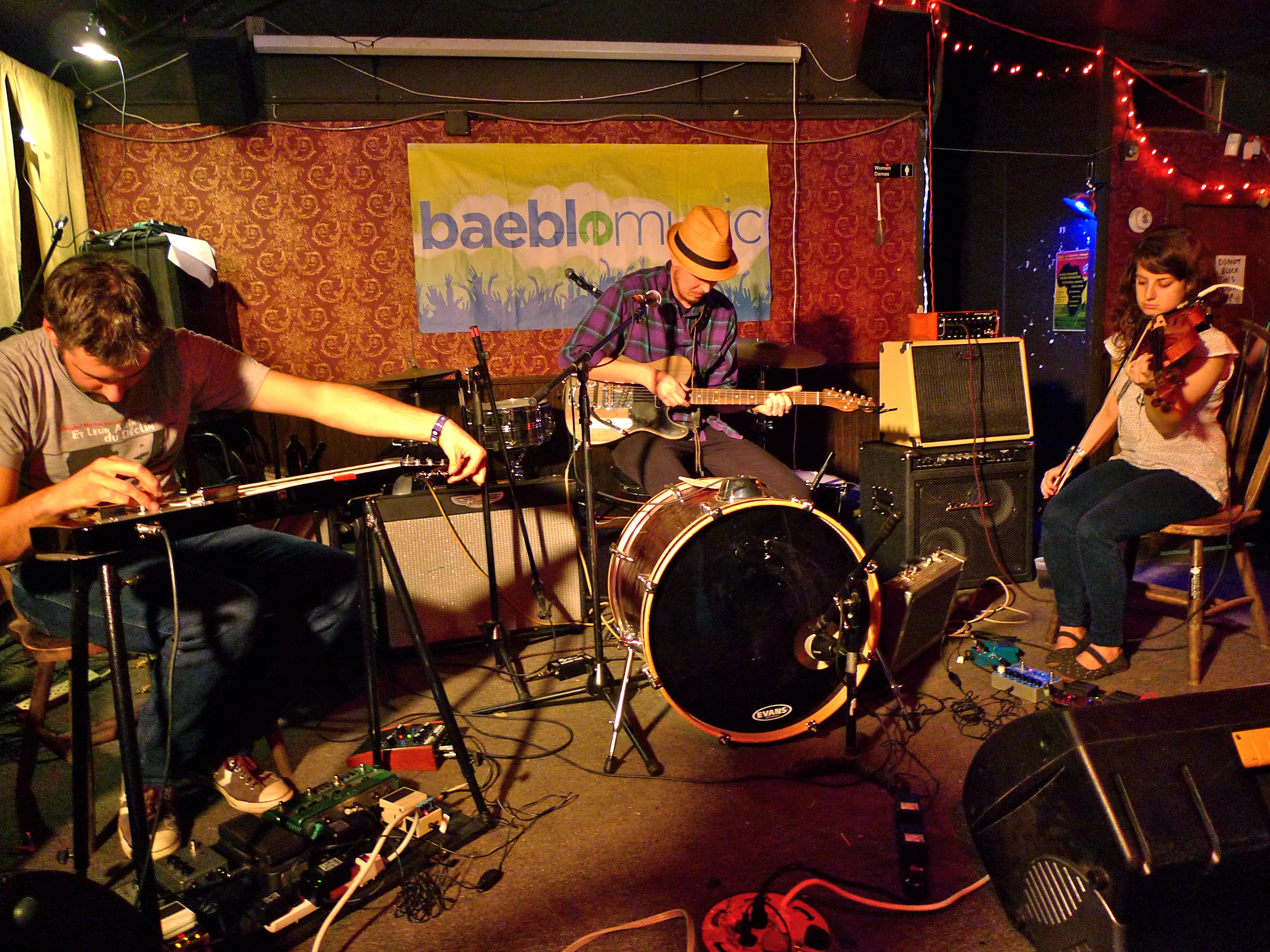
اجرای صدای چوبی در سانفرانسیسکو، کالیفرنیا در سال ۲۰۱۰

صدای چوبی قبل از انتشار آلبوم خود با عنوان خارج از این جرقه در ژانویه ۲۰۰۹، دو آلبوم مستقل منتشر کرد. آنها با شرکت Arts &amp; Crafts قراردادی امضا کردند که به دنبال آن این شرکت آلبوم را در ۳۰ ژوئن در کانادا و ۲۸ ژوئیه در سطح بین‌المللی مجدداً منتشر کرد. این آلبوم در ۱۵ ژوئن ۲۰۰۹ به عنوان یکی از نامزدهای جایزه موسیقی پولاریس ۲۰۰۹ و توسط هفته نامه Eye Weekly به عنوان آلبوم سال انتخاب شد.

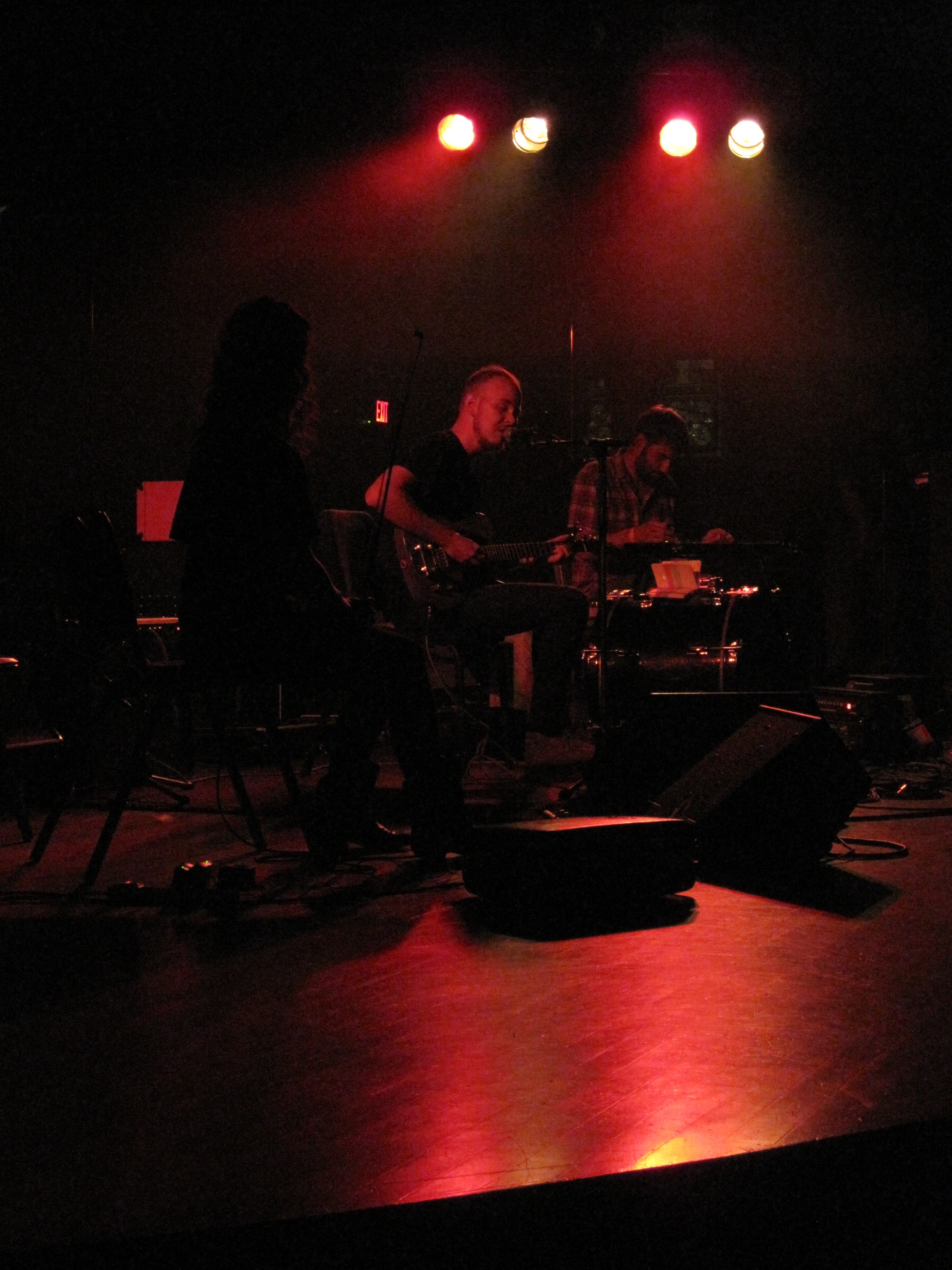
اجرای صدای چوبی در فردریکتون، نیوبرانزویک در سال ۲۰۰۹

آهنگ «پیکان جادویی» در سریال تلویزیونی بریکینگ بد، در قسمت «اسب بدون نام» و همچنین در سریال تلویزیونی همسر خوب در قسمت «بیت کوین برای احمقها» به نمایش درآمد. «آب سیاه» در موسیقی متن فیلم کمدی، واسه داشتن یه زمان خوش، تماس بگیرید…، و همچنین پایین جهان (۲۰۱۷) و در مجموعه تلویزیونی عروسک روسی (۲۰۱۹) وجود دارد. آهنگ "میزبان شیطان" در تیتراژ پایانی فیلم" آخرین جن‌گیری قسمت دوم" در سال ۲۰۱۳ و در فیلم" قمارباز "(۲۰۱۴) به نمایش درآمد.

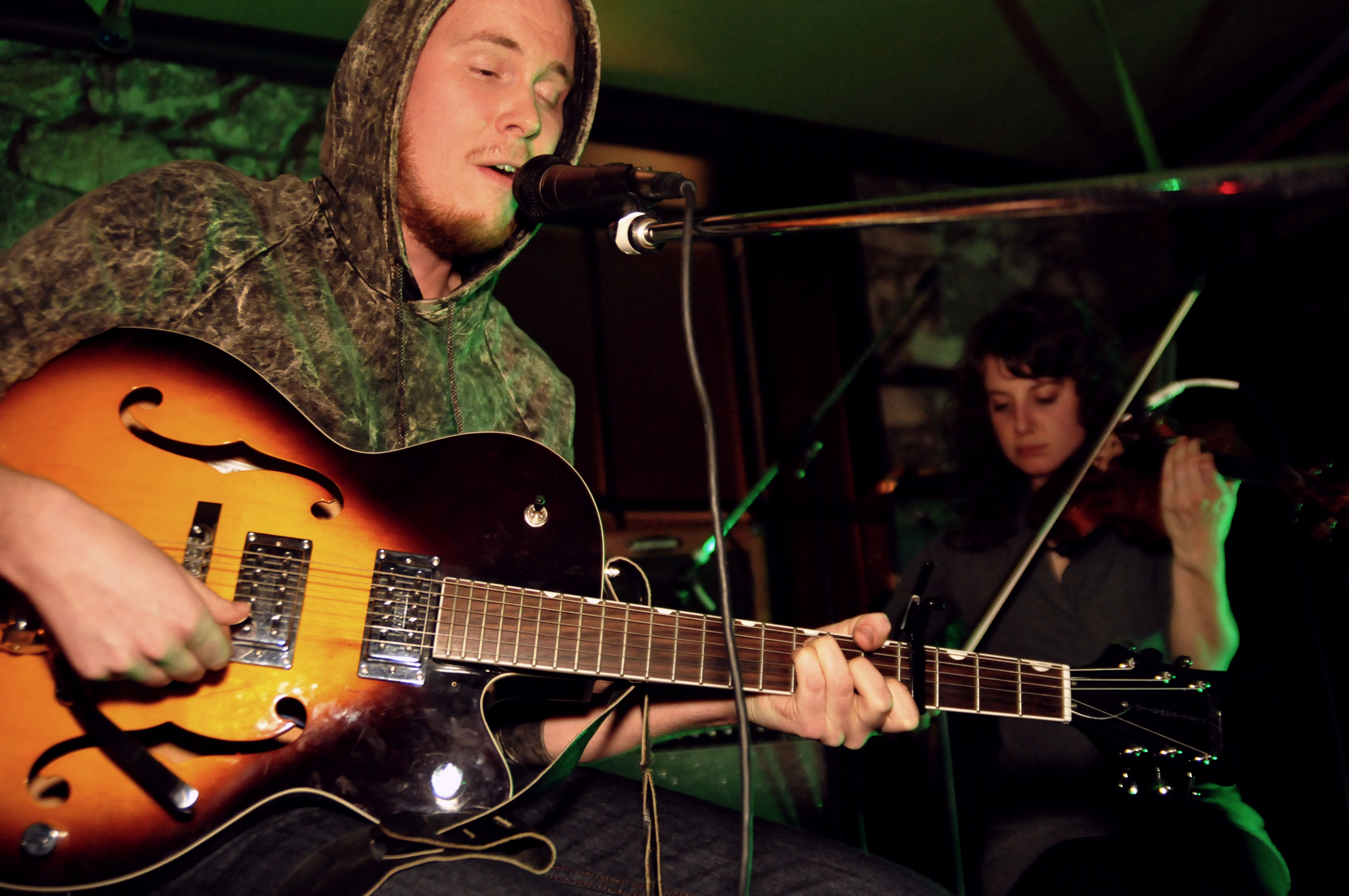
تیلور کرک از صدای چوبی در حال اجرا در سال ۲۰۰۹

چهارمین آلبوم گروه، Creep On Creepin' On، در آوریل ۲۰۱۱ منتشر شد. این یکی از ده نامزد نهایی جایزه موسیقی Polaris ۲۰۱۱ بود که در نهایت به آلبوم حومه شهر از گروه آرکید فایر رسید. در سال ۲۰۱۲، گروه از لورا مارلینگ خواننده فولکلور بریتانیایی در تور بریتانیا و خواننده کانادایی فایست در تور آمریکا حمایت کرد.
پنجمین آلبوم گروه، رؤیای داغ، در ۱ آوریل ۲۲۰۱۴ منتشر شد، که نامزد نهایی برای جایزه موسیقی ۲۰۱۴ ستاره قطبی بود، که در نهایت به آلبوم آنبمبسم از تانیا تاگاک رسید.
ششمین آلبوم صدای چوبی، صادقانه، آلودگی آینده، در ۷ آوریل ۲۰۱۷ در سیتی اسلنگ رکوردز منتشر شد. اولین تک آهنگ این آلبوم، "Sewer Blues" در ژانویه ۲۰۱۷ منتشر شد. دومین تک‌آهنگ «Velvet Gloves & Spit» در ۱۵ فوریه ۲۰۱۷ منتشر شد.
در سال ۲۰۲۱، صدای چوبی به صورت دیجیتالی یک EP با عنوان "Dissociation Tapes, Volume 1" منتشر کرد که قبلاً در سال ۲۰۱۹ روی نوار کاست موجود بود.

## صدا
صدای صدای چوبی به عنوان «زیبایی‌شناسی ریشه در بلوز باتلاقی و ناهموار» و «بلوزهای زیبای مهار شده از یک جهان جایگزین» توصیف شده‌است، که فضایی سینمایی و شبح وار ایجاد می‌کند.

## اعضا

### فعلی
- تیلور کرک – آواز، گیتار الکتریک، گیتار باس، گیتار باریتون، درام، کیبورد
- سایمون تراتیر – گیتار، گیتار باس، کیبورد
- ماتیو شاربونرا - صفحه کلید
- اولیویه فیرفیلد – درام، کیبورد

## دیسکوگرافی

### آلبوم‌ها
| سال  | آلبوم | موقعیت‌های اوج | موقعیت‌های اوج  | موقعیت‌های اوج  | موقعیت‌های اوج | موقعیت‌های اوج |
| سال  | آلبوم | می توان       | BEL{{سخ}} (Fl) | BEL{{سخ}} (وا) | FRA {{سخ}}    | SWI           |
| ---- | --- | ------------- | -------------- | -------------- | ------------- | ------------- |
| ۲۰۰۶ | سدر می‌لرزد | -             | -              | -              | -             | -             |
| ۲۰۰۷ | داروها | -             | -              | -              | -             | -             |
| ۲۰۰۹ | صدای چوبی | -             | -              | -              | ۶۹            | -             |
| ۲۰۱۱ | <a href="https://en.wikipedia.org/wiki/Creep_On_Creepin'_On" rel="mw:ExtLink" title="Creep On Creepin' On" class="cx-link" data-linkid="193">Creep On Creepin' On</a> | ۲۰            | -              | ۷۰             | ۱۱۲           | ۸۲            |
| ۲۰۱۴ | رویاهای داغ | ۲۱            | ۸۴             | ۴۸             | ۳۶            | ۵۵            |
| ۲۰۱۷ | با احترام، آلودگی آینده | ۹۴            | ۷۶             | ۲۳             | ۷۵ {{سخ}}     |               |

## EPs
- I Am Coming To Paris (2016)[۱۳]
- نوارهای تجزیه، جلد 1 (2019)[۱۴]

### آلبوم‌های تألیفی
- Friends in Bellwoods II (2009): "Water"

### اعتبارات دیگر
کرک و تروتیر همچنین آلبوم‌هایی را برای هنرمندان دیگر تولید کرده‌اند، از جمله اولین آلبوم کامل Tasseomancy.